# Academia Desportiva Manthiqueira
A Academia Desportiva Manthiqueira é um clube brasileiro de futebol da cidade de Guaratinguetá. Foi fundado em 4 de agosto de 2005 e suas cores são laranja e preto. Em 2024, o Manthiqueira disputará a Série Segunda B do Campeonato Paulista, equivalente ao quinto e último nível do futebol paulista.

## História

### A Fundação
A Academia Desportiva Manthiqueira foi fundada em 4 de agosto de 2005 sob o nome de Associação Desportiva Manthiqueira como evolução do trabalho realizado pela escolinha de futebol do São Caetano no município de Guaratinguetá. Porém, o clube registrou sua filiação a FPF (Federação Paulista de Futebol) somente no ano de 2010, dando o primeiro passo para se tornar clube profissional.

### O início do futebol profissional
A profissionalização do futebol do Manthiqueira aconteceu no mesmo período em que a direção executiva do Guaratinguetá Futebol Ltda., clube empresa da cidade de Guaratinguetá, anunciou a mudança de sede para o município de Americana, tornando-se o Americana Futebol Ltda.
O estatuto social da Manthiqueira foi alterado com uma cláusula que impede a mudança de município. A medida foi utilizada como forma de ganhar a confiança da comunidade guaratinguetaense, que passou a ter descrédito com clubes-empresa e, em particular, com o Guaratinguetá após a sua transferência.
Em 2011, o clube disputou pela primeira vez o Segunda Divisão, considerada a última na estrutura do futebol profissional em São Paulo. Desde então, participa das edições da competição. Em 2017, o clube se preparou para sua sétima vez no Campeonato Paulista da Segunda Divisão, e estava sendo treinado por Nilmara Alves, uma das primeiras mulheres a treinar uma equipe masculina de futebol profissional no Brasil, que ficou no clube até junho de 2017 e encerrou o vinculo de mais de 5 anos na equipe de Guaratinguetá. O treinador Luís Felipe, natural de Guaratinguetá, assumiu a equipe.
Nesse mesmo ano, a Manthiqueira consegue o primeiro acesso da sua história, para a série A3 do Campeonato Paulista, ao passar pelo União Mogi nas semifinais, empatando o jogo de ida por 0 a 0, em Mogi das Cruzes, e vencendo, de virada, em Guaratinguetá pelo placar de 3 a 1. Na final, enfrentou a equipe do Esporte Clube São Bernardo e conquistou o inédito título de campeão da Segunda Divisão Paulista. O primeiro jogo o placar ficou em 1 a 1 e o jogo de volta o placar ficou em 2 a 1.

#### Particularidades
O mascote da Manthiqueira é um cavalo, em virtude da história da cidade de Guaratinguetá, marcada pelos tropeiros e cavaleiros que cruzavam o Vale do Paraíba Paulista.
Suas cores são o laranja e preto, uma homenagem que o presidente do clube Geraldo Margelo Oliveira resolveu dar à Seleção Holandesa de 1974, conhecida como Carrossel holandês, de cujo futebol Dado de Oliveira é fã declarado. Depois do anúncio da profissionalização da equipe, foi divulgado que a presença do "th" no nome seria uma homenagem do presidente da equipe, Dado Oliveira, ao time para o qual torce, o Corinthians.

## Jogos Históricos
- Primeiro Jogo do Acesso: União Mogi 0x0 Manthiqueira 10 de setembro de 2017, HRS: 10:00
- Segundo Jogo do Acesso: Manthiqueira 3x1 União Mogi 16 de setembro de 2017, HRS: 15:00
- Primeiro Jogo da Final da História: EC São Bernardo 1 x 1 Manthiqueira 23 de setembro de 2017, HRS: 15:00
- Segundo Jogo da Final da História: Manthiqueira 2x1 EC São Bernardo 30 de setembro de 2017, HRS: 15:00

## Títulos
| ESTADUAIS | ESTADUAIS                      | ESTADUAIS | ESTADUAIS  |
|           | Competição                     | Títulos   | Temporadas |
| --------- | ------------------------------ | --------- | ---------- |
|           | Campeonato Paulista - Série A4 | 1         | 2017       |
| TOTAL     |                                |           |            |
|           | Competição                     | Títulos   | Temporadas |
|           | Títulos oficiais               | 1         | 1 Estadual |

## Estatísticas

### Participações
| Aumento | Promovido à divisão superior  |
| Baixa   | Rebaixado à divisão inferior  |
| Inativo | Licenciamento no ano seguinte |

|  | Participações em 2025 |

| Competição | Competição      | Temporadas | Melhor campanha     | Anos                  | A | R |
| São Paulo  | Série A3        | 1          | 18º colocado (2018) | 2018                  | – | 1 |
| São Paulo  | Série A4        | 12         | Campeão (2017)      | 2011-2017 e 2019-2023 | 1 | 1 |
| São Paulo  | Segunda Divisão | 2          | 11º colocado (2025) | 2024-2025             | – |   |

### Temporadas
Legenda:
| Campeão Vice-campeão Eliminado nas semifinais | Campeão e promovido à divisão superior Vice-campeão e/ou promovido à divisão superior Rebaixado à divisão inferior | Classificado à fase de grupos da Copa Libertadores Classificado à fase preliminar da Copa Libertadores Classificado à Copa Sul-Americana Campeão do Campeonato do Interior |

## Elenco atual
O regulamento para inscrição de atletas em todas as competições da FPF é que todos os clubes poderão inscrever 28 jogadores (25 jogadores de linha e 3 goleiros). Atualmente, o elenco do Manthiqueira conta com 27 atletas. Outra regra é que cada clube da Segunda Divisão inscreva 3 jogadores acima de 23 anos, no máximo, por partida. O Manthiqueira conta com o atacanta Pedro Henrique (26 anos) acima da idade.
Elenco parcialmete atualizado para o ano de 2022.